# Nola loxoleuca
Nola loxoleuca är en fjärilsart som beskrevs av Fletcher 1958. Nola loxoleuca ingår i släktet Nola och familjen trågspinnare. Inga underarter finns listade i Catalogue of Life.